# سیارک ۲۵۱۹۹
سیارک ۲۵۱۹۹ (به انگلیسی: 25199 Jiahegu، نامگذاری:1998SB139) بیست و پنج هزار و صد و نود و نهمین سیارک کشف شده‌است که در ۲۶ سپتامبر ۱۹۹۸ کشف شد.
قدر مطلق سیارک برابر ۱۸.۶ است.